# 신기동전기 건담 W (MS)
다음은 신기동전기 건담 W에서 등장하는 메카 목록이다.신기동전기 건담 W는 로봇이다.

## MS 메카 목록
- 《XXXG-01W Wing Gundam (XXXG-01W 윙 건담)》

건담의 개발 스태프 중 1명이었던 닥터 J가 자신의 고향이었던 L1 콜로니에서 개발한 가변형 MS. 히이로 유이의 전용 기체이다.
동시기에 개발된 5기의 건담 가운데서도 원형 MS인 윙 건담 제로의 특징을 가장 강하게 계승한 기체이며, 빠른 기동성을 지닌 MA모드로 변형이 가능하다. 공수양면의 밸런스가 가장 우수하다는 평가가 많다. 건담의 장갑에 쓰인 신소재 『건다늄 합금』은 뛰어난 내구성에 비해 가벼운 중량을 가졌다. 특히 윙 건담의 주력 무기인 『버스터 라이플』은 위력적인 빔병기로, 강력한 플라즈마와 초고열로 방대한 범위의 타겟을 괴멸시켜 버린다. 단, 고밀도의 에너지가 응축된 카트리지를 필요로하기 때문에 발사횟수는 한번에 3회로 제한된다.
- 《XXXG-01W0 Wing Gundam Zero(XXXG-01W0 윙 건담 제로)》

애프터 콜로니 세계에서 군사용 MS가 개발되던 비교적 초창기에 만들어진 MS. 윙 건담을 포함한 5기의 건담의 원형이된 기체.
톨기스의 개발 스태프였던 6명의 과학자들이 새로운 기술 시도와 기동 병기로서의 한계를 파악하기 위해 극한의 고성능만을 추구하여 개발을 진행하여 설계되었다. 그러나 당시 개발 스태프들은 소속해 있던 지구권 통일 연합이 무력으로 전 세계를 통일하려 했기 때문에 그 점에 불만을 품고 개발이 한창이던 시기에 설계도를 가지고 도망쳤고 콜로니에서 윙 건담 제로를 만들게 된다.
우주와 대기권 모두에서 뛰어난 힘을 자랑하며 윙 건담처럼 가변형 시스템이 사용되고 있다. 윙 건담의 『버스터 라이플』의 모태가 된 『트윈 버스터 라이플』은 무제한으로 연사가 가능 & 일격에 콜로니를 파괴할 수 있는 어마어마한 힘을 자랑한다. 특히 윙 건담 제로에 사용된 『제로 시스템 ([Zoning and Emotional Range Omitted Systeam)』은 이 MS를 무적으로 만드는데 일조한다. 제로 시스템을 사용하면 전투 상황과 전력을 컴퓨터가 분석하여 예측한 가능한 상황을 재현해서 그에 대한 필승의 대처법을 파일럿의 뇌에 입력해주기 때문에 전투에서 압도적인 우위를 점할 수 있다. 단, 파일럿에게 가해지는 리스크가 막대했기 때문에 개발 스태프들이 윙 건담 제로를 봉인하는데 결정적 원인을 제공했다.
- 《XXXG-00W0 Wing Gundam Zero Custom(XXXG-00W0 윙 건담 제로 Ver. EW)》

신기동전기 건담W의 OVA인 『Endless Waltz』에 등장한 윙 건담 제로의 명칭. 건담 디자이너인 '카토키 하지메'가 새롭게 디자인한 윙 제로를 가리킨다. TV 애니메이션 본편의 윙 제로와 동일한 기체라는 설정. 날개부분이 천사의 날개처럼 바뀌고 전체적인 컬러컨셉이 흰색으로 변하였다. 단, 윙 제로처럼 가변형 시스템의 설정이 삭제되었다. 일부에선 윙 제로와 윙 제로 Ver. EW을 다른 기체로 인식하는 경우가 많은데, 겉모습만 새로 디자인된것일 뿐, 설정상으론 100% 같은 기체이며, 일부에 알려진 커스텀이란 접미어가 붙은 이유는 단순히 해당 기체를 프라모델화할 때 구별하기 쉽게하기 위하여 붙인것에 불과하다. 최근엔 커스텀이란 집미어를 버리고 'Ver. EW'라고 표기한다.
- 《XXXG-01D Gundam Deathscythe Gundam (XXXG-01D 데스사이즈 건담)》

건담의 개발 스태프 중 1명이었던 프로세서 G가 윙 건담 제로의 데이터를 기반으로 만들어낸 Ms. 듀오 맥스웰의 전용 기체이다.
5기의 건담 중에서 제일가는 기동성과 운동성을 발휘한다. 또한 스텔스 시스템의 일종인 [하이퍼 재머]를 탑재하여 뛰어난 전파교란과 은폐능력을 자랑한다. 칠흑으로 물든 데스사이즈의 모습은 강합 위압감과 공포심을 적에게 안겨주었으며, 거대한 빔 사이드로 적 모빌 슈트를 베는 모습은 죽음의 신(死神)으로 작중에선 묘사된다. 데스사이즈 건담의 주력 무기는 사신의 낫을 연상시키는 거대한 『빔 사이드』
- 《XXXG-01D2 Gundam Deathscythe Gundam hell(XXXG-01D2 데스사이즈 건담 헬)》

OZ의 월면 기지에 구속된 5명의 건담 개발자들이 회수된 건담 데스사이즈를 극비리에 수복 & 강화한 형태. 대기권내에서의 전투에 특화된 단점을 개선하고자 우주에서의 기동성을 높히기 위한 개수작업을 중점적으로 하였으며, 날개부분의 기믹이 많이 바뀌였다. 이 이외의 부분은 데스사이즈 건담과 동일. 기체명 말미에 추가된 헬(Hell)은 '한 번 파괴되었던 데스사이즈가 지옥의 심연에서부터 다시 돌아왔다'라는 의미로 붙여진 명칭.
- 《XXXG-01D2 Gundam Deathscythe Gundam hell Custom(XXXG-01D2 데스사이즈 건담 헬 Ver. EW)》

신기동전기 건담W의 OVA인 『Endless Waltz』에 등장한 데스사이즈 헬의 명칭. 건담 디자이너인 '카토키 하지메'가 새롭게 디자인한 데스사이즈헬을 가리킨다. TV 애니메이션 본편의 데스사이즈와 같은 기체라는 설정. 전체적인 컬러컨셉이 검은색과 회색으로 바뀌였으며, 날개부분이 박쥐의 날개 모습으로 변하여 악마적인 이미지가 강해졌다. 일부 팬들이 데스사이즈 헬과 데스사이즈 헬 Ver. EW을 다른 기체로 인식하는 경우가 많은데, 겉모습만 새로 디자인된것일 뿐, 설정상으론 100% 같은 기체이며, 일부에 알려진 커스텀이란 접미어가 붙은 이유는 단순히 해당 기체를 프라모델화할 때 구별하기 쉽게하기 위하여 붙인것에 불과하다. 최근엔 커스텀이란 집미어를 버리고 'Ver. EW'라고 표기한다.
- 《XXXG-01H Gundam Heavyarms Gundam (XXXG-01H 헤비암즈 건담)》

건담의 개발 스태프 중 1명이었던 닥터 S가 L3 콜로니에서 완성시킨 기체. 트로와 바톤의 전용 MS. 다수의 화기 무장을 통한 원거리 포격전을 중시하여 설계되었으며, 왼팔의 빔 개틀링을 시작으로, 전신에는 다수의 미사일과 기관식 화기 무장을 내장되어있다. 단, 탄약이 떨어지면, 그 만큼 전투력이 현저하게 다운되는 단점이 존재하며 근접 전투력이 최악. 트로와 바톤의 조종술에 의하여 곡예에 가까운 움직임을 자주 보여준다.
- 《XXXG-01H Gundam Heavyarms Gundam (XXXG-01H2 헤비암즈 건담)》

건담의 개발 스태프였던 하워드 박사가 자신의 함선인 피스밀리온에서 대기권내 지상전에 특화되었던 헤비암즈 건담을 우주사항으로 개조한 형태. 추가적으로 화력 강화를 위하여 다수의 포격형 무장을 추가하고 우주용 부스터를 추가한것을 제외하면 원래 사향과 큰 차이가 존재하지 않는다.
- 《XXXG-01H Gundam Heavyarms Gundam Custom(XXXG-01H2 헤비암즈 건담 Ver. EW)》

신기동전기 건담W의 OVA인 『Endless Waltz』에 등장한 헤비암즈의 명칭. 건담 디자이너인 '카토키 하지메'가 새롭게 디자인한 헤비암즈를 가리킨다. TV 애니메이션 본편의 헤비암즈와 같은 기체라는 설정. 전체적인 컬러컨셉이 푸른색으로 바뀌였으며, 화력무장이 다수 보강되었다. 일부 팬들이 TV판의 헤비암즈와 헤비암즈 Ver. EW을 다른 기체로 인식하는 경우가 많은데, 겉모습만 새로 디자인된것일 뿐, 설정상으론 100% 같은 기체이며, 일부에 알려진 커스텀이란 접미어가 붙은 이유는 단순히 해당 기체를 프라모델화할 때 구별하기 쉽게하기 위하여 붙인것에 불과하다. 최근엔 커스텀이란 집미어를 버리고 'Ver. EW'라고 표기한다.
- 《XXXG-01SR Sandrock Gundam (XXXG-01SR 샌드락 건담)》

건담의 개발 스태프 중 1명이었던 H교수가 이슬람 명문가로 손꼽히는 위너 가문의 지원을 받아 L4 콜로니에서 완성시킨 기체. 콰트르의 전용 MS. 사막과 같은 극한의 환경에서의 전투를 목적으로 설계되었다. 방어도는 5기의 건담중 가장 우수하며, 콰트르를 따르는 게릴라 집단인 마그아낙대와의 연계를 중시하기 위하여 뛰어난 탐색 & 정보 분석 능력을 가지고 있다. 『히트 쇼텔』이라 불리는 낫모양의 검 2자루를 주요 무장으로 사용하며, 그에 걸맞게 근접전에선 가장 강한 모습을 보여준다.
- 《XXXG-01SRC Sandrock Gundam (XXXG-01SRC 샌드락 건담)》

건담의 개발 스태프였던 하워드 박사가 자신의 함선인 피스밀리온에서 대기권내 지상전에 특화되었던 샌드락 건담을 우주사항으로 개조한 형태. 스피드를 강화하기 위하여 곳곳에 스러스트를 추가하였으며, 원거리 견제능력을 부여하기 위하여 방패 부분에 작은 빔 머신건을 추가하였다. 이 이외에는 샌드락 건담과 차이가 없다.
- 《XXXG-01SRC Sandrock Gundam Custom(XXXG-01SRC 샌드락 건담 Ver. EW)》

신기동전기 건담W의 OVA인 『Endless Waltz』에 등장한 샌드락의 명칭. 건담 디자이너인 '카토키 하지메'가 새롭게 디자인한 샌드락을 가리킨다. TV 애니메이션 본편의 샌드락과 같은 기체라는 설정. 푸른색과 하늘색의 컬러 중심으로 컨셉이 바뀌였으며, 장갑부분이 일부 추가 되었으며, 주요무장인 히트쇼텔의 크기가 커졌다. 특히 『Endless Waltz』에서 회색 망토를 기체 전체에 감싸고 나오는 기믹이 큰 호평을 받았다. 일부 팬들이 TV판의 샌드락과 샌드락 Ver. EW을 다른 기체로 인식하는 경우가 많은데, 겉모습만 새로 디자인된것일 뿐, 설정상으론 100% 같은 기체이며, 일부에 알려진 커스텀이란 접미어가 붙은 이유는 단순히 해당 기체를 프라모델화할 때 구별하기 쉽게하기 위하여 붙인것에 불과하다. 최근엔 커스텀이란 집미어를 버리고 'Ver. EW'라고 표기한다.
- 《XXXG-01S Shenlong Gundam (XXXG-01S 쉔롱 건담)》

건담의 개발 스태프 중 1명이었던 『노사(老師) O』가 L3 콜로니에서 만들어낸 기체. 창 우페이의 전용 MS. 고대 중국의 무사를 컨셉으로 만들어졌으며, 근접전 특화된 무장을 다수 보요하고 있다. 파일럿인 창 우페이(張五飛)는 그는 평소에 쉔롱 건담을 가리켜 『나타쿠』라 부르는 버릇이 있다. 쉔롱 건담을 지키기 위해서 자신을 희생한 전처(前妻) '류 메이란'의 별명이 나타쿠였는데, 그녀의 영혼이 기체에 깃들여 있다고 믿기 때문에 이러한 이름으로 부른다고 한다. 참고로 기체명인 쉔롱(SHENLONG)은 중국어로 (신룡/神龍)을 뜻하는 말.
- 《XXXG-01S2 ALTRON GUNDAM (XXXG-01S2 알트론 건담)》

OZ의 월면 기지에 구속된 5명의 건담 개발자들이 회수된 건담 쉔롱을 극비리에 수복 & 강화한 MS. 우주전 사항으로 개조하였으며, 곳곳에 스러스터를 추가하여 기동력을 강화했다. 또한 양팔의 드래건 클로(=화염 방사기 내장)와 트윈 빔 트라이던트와 원거리 무장을 추가했다. 참고로 기체명 알트론(ALTRON)은 이두룡(二頭龍)에서 유래된 기체명. 중국어로 이(二)는 얼(er)/두(頭)는 토(tou)/룡(龍)은 롱(long)으로 발음되는 데, 알트론이란 이 얼토롱이란 발음을 그럴싸한 서양식 명칭으로 바꾼 것에 불과하다.
- 《XXXG-01S2 ALTRON GUNDAM Custom(XXXG-01S2 알트론 건담 Ver.EW)》

신기동전기 건담 W의 OVA인 『Endless Waltz』에 등장한 알트론의 명칭. 건담 디자이너인 '카토키 하지메'가 새롭게 디자인한 알트론을 가리킨다. TV 애니메이션 본편의 알트론과 같은 기체라는 설정. 양팔의 드래건 클로 부분의 기믹이 많이 변한것 이외에는 크게 달라진점이 없다. 일부 팬들이 TV판의 알트론과 알트론 Ver. EW을 다른 기체로 인식하는 경우가 많은데, 겉모습만 새로 디자인된것일 뿐, 설정상으론 100% 같은 기체이며, 일부에 알려진 커스텀이란 접미어가 붙은 이유는 단순히 해당 기체를 프라모델화할 때 구별하기 쉽게하기 위하여 붙인것에 불과하다. 최근엔 커스텀이란 집미어를 버리고 'Ver. EW'라고 표기한다. 또한 알트론 Ver. EW 프라모델 상품이 [나타쿠 건담]으로 많이알려져 본래의 알트론 건담의 이름이 많이 묻혀버렸는데, 최근엔 나타쿠란 명칭을 거의 사용하지 않는 추세이다..
- 《OZ-00MS TALLGEESE(OZ-00MS 톨기스)》

신기동전기 건담 W의 세계관에서 건담을 포함한 모든 MS의 원형이 된 기체. 훗날 건담을 개발한 5명의 박사(닥터 J/닥터 S/프로페서 G/H교수, 노사 O)와 닥터 하워드가 포함된 과학자 몇몇 그룹이 개발하였다. 결국 개발에는 성공하였으나, 파일럿에게 15G라는 엄청난 중력 가속도를 안겨주는 단점등이 문제가 되어 단1기만 시험적으로 만들어지고 OZ군의 코르시카 기지의 창고에 봉인된다. 훗날 OZ의 워커 특사가 이를 발견해내고, 건담 타입과 견줄 만한 고성능 모빌 슈트를 찾던 젝스 마키스에게 톨기스의 정보가 넘어가 그의 전용기로서 대활약하게 된다. 주요무장은 거대한 바쥬카를 연상시키는 『도버 건』
- 《OZ-00MS TALLGEESE II(OZ-00MS 톨기스 II)》

톨기스의 예비부품을 사용하여 만들어낸 톨기스. 컨셉컬러가 블루로 변한것 이외에는 젝스가 탑승하는 톨기스와 완전히 같은 성능과 무장을 가지고 있다.
- 《OZ-00MS TALLGEESE III(OZ-00MS 톨기스 III)》

신기동전기 건담W의 OVA인 『Endless Waltz』에 등장한 MS. TV판에서 젝스가 조종하던 톨기스의 예비파츠를 이용하여 『톨기스 II』와 동시에 만들어진 기체이다. TV판 당시엔 『톨기스 III』의 핵심무장인 메가캐논의 완성이 늦어지는 바람에 등장하지 못했다고하며, 최종결전이 끝난 이후에 완성되었다고 한다. 이후 트레즈의 딸린 마리메이어를 내세운 데킴 바턴의 반란이 일어나자 은신해있던 젝스 마키스에게 맡겨진다. 기동성과 화력등 모든면에서 업그레드 되었으며, 특히 윙 제로의 『트윈 빔 라이플』과 필적하는 무기인 『메가캐논』 & 에피온 건담의 주무기였던 특수 채찍인 『히트 로드』가 내장된 방패등의 무기가 추가되었다.
- 《OZ-13MS EPYON GUNDAM(OZ-13MS 에피온 건담》

TV판 작중 중반 OZ의 총수 자리에서 물러나, 룩셈부르크에 유폐된 트레이즈 크슈리나다가 유배지의 고성(古城) 지하에서 극비리에 완성시킨 MS. 5기의 건담과 톨기스의 정보를 종합하여 만들어졌는데, 기체명 에피온(EPYON)은 그리스어로 [다음의 것]을 의미한다. 인간미 없는 근대 병기에 의한 전투에 혐오감을 가진 트레이즈의 사상에 의하여 찰저하게 근접전용 무장으로만 구성되어 있다. (장중 후반에 젝스가 탑승하게 된 이후론 원거리 견제를 위하여 머리부분에 발칸포2문을 추가하였음.) 윙 제로의 가변형 시스템을 모방한 것으로 보이는 MA모드로의 변형이 가능한데, 이때는 마치 쌍두룡을 연상시키는 모습. 특히 놀라운건 윙 제로의 『제로 시스템』을 모방한 『에피온 시스템』이 장착되어 있다는 점. 전투에 대한 모든 데이터를 컴퓨터가 분석하고 예측하여 앞선 상황에 대한 상세한 전투법을 산출해주는 에피온 시스템에 의하여 윙 제로에 필적하는 전투력을 지니고 있다.